# Karl-Arne Holmsten
Karl-Arne Holmsten (født 14. august 1911 i Uppsala, død 22. februar 1995) var en svensk skuespiller, der medvirkede i mere end 80 film mellem 1938 og 1968. Blandt hans filmroller kan nævnes Fröken Kyrkråtta (1940), Pigen og hyacinten (1950), Dyden er ikke Dirchefri (1960) og Vi vilde vikinger (1965).
Holmsten ligger begravet på Lidingö kyrkogård. Han var gift med skuespillerinden Inga Gill.

## Udvalgt filmografi
- Kystens glade kavalerer (1938)
- Spøgelser til salg (1939)
- Kun en husassistent (1939)
- Jøsses, sikke mange penge (1940)
- Fröken Kyrkråtta (1940)
- Der står kvinder bagved alt (1942)
- Når ungdommen vågner (1943)
- Vandring med månen (1945)
- Gift med Klara Klok (1947)
- Pigen og hyacinten (1950)
- Kæreste til leje (1950)
- Toldere og syndere (1951, kun stemme)
- Mens kvinder venter (1952)
- Drømmepigen (1953)
- Halløj i flåden (1955)
- På viften i storbyen (1957)
- Kvinden i mørket (1958)
- Mannequin i rødt (1958)
- Forbrydelse i Paradiset (1959)
- Dyden er ikke Dirchefri (1960)
- Det hvide genfærd (1962)
- Den gule bil (1963)
- Vi vilde vikinger (1965)
- Niklasons (tv-serie, 1965)